# William Daffern
William Henry Daffern (Borrowash, 1882 – Derby, 21 novembre 1953) è stato un calciatore inglese, di ruolo centrocampista.

## Carriera

### Club
Giocò nel Royal Engineers.

### Nazionale
Ha partecipato al 4º Torneo olimpico di calcio, nel quale ha vinto una medaglia d'oro.

## Palmarès

### Nazionale
- Oro olimpico: 1

Londra 1908